# P.M. Carlson
Pour les articles homonymes, voir Carlson.
 (décembre 2020).
Si vous disposez d'ouvrages ou d'articles de référence ou si vous connaissez des sites web de qualité traitant du thème abordé ici, merci de compléter l'article en donnant les références utiles à sa vérifiabilité et en les liant à la section « Notes et références ».
Patricia Carlson, née McEvoy le 3 février 1940 à Guatemala City, au Guatemala, est un auteur américain de roman policier. Elle signe ses romans P.M. Carlson.

## Biographie
Elle fait des études supérieures à l’Université Cornell et obtient son doctorat en psychologie en 1974.  Par la suite, elle enseigne dans cette même université les statistiques et la psychologie de 1973 à 1978. 
Après la publication de deux ouvrages spécialisés sur le développement de l’enfant, elle amorce une carrière d'auteur de roman policier avec la parution de Audition for Murder (1985), le premier d’une série de huit titres ayant pour héroïne Maggie Ryan, une professeur new-yorkaise de statistiques, secondée dans ses enquêtes par l'acteur Nick O’Connor. 
Après l'abandon de la série Maggie Ryan, P.M. Carlson crée en 1993 une série nettement supérieure mettant en scène Martine LaForte Hopkins, dite Marty, détective-adjointe de Wes Cochran, le shérif du comté de Nichols en Indiana. Fin de carrière (1993), le premier opus de cette série, raconte l'enquête tumultueuse de Marty après la découverte du cadavre d'un musicien juif marié à une Noire. Soupçonnant la responsabilité du Ku Klux Klan derrière cet assassinat, le supérieur de la jeune détective lui retire l'affaire pour la charger d'une autre affaire en apparence banale, mais qui recoupe bientôt la première. Dans La Rivière assassine (1995), Marty doit affronter une dangereuse secte d'illuminés. Abordant des préoccupations féministes, les romans avec Mary Hopkins brossent un tableau dévastateur d'une Amérique encore en proie au racisme et à l'intolérance à l'approche du XXIe siècle.
P.M. Carlson a également publié un recueil de dix nouvelles ayant pour héroïne Bridget Mooney, une comédienne de la fin du XIXe siècle.

## Œuvre

### Romans

#### SérieMaggie Ryan et Nick O'Connor
- Audition for Murder (1985)
- Murder Is Academic (1985) Publié en français sous le titre Folie douce..., Paris, Gérard de Villiers, coll. Polar USA no 29, 1989
- Murder Is Pathological (1986)
- Murder Unrenovated (1987)
- Rehearsal for Murder (1988)
- Murder in the Dog Days (1990)
- Murder Misread (1990)
- Bad Blood (1991)

#### SérieMarty Hopkins
- Gravestone (1993) Publié en français sous le titre Fin de carrière, Paris, Librairie des Champs-Élysées, Le Masque no 2406, 1998
- Bloodstream (1995) Publié en français sous le titre La Rivière assassine, Paris, Librairie des Champs-Élysées, Le Masque no 2422, 1999
- Deathwind (2004)
- Crossfire (2006)

### Recueil de nouvelles
- Renowned Be the Grave (1998)

### Autres publications
- Child Development (1971)
- An Exploration Study of the Effects of Discourse Structure on Comprehension (1974), thèse de doctorat
- Structure and Development in Child Language: the Preschool Years (1979), en collaboration avec Marion Potts, Rodney Cockring et Carol Copple
- Behavioral Statistics: Logic and Methods (1987), en collaboration avec Richard Darlington

### Sources
- Claude Mesplède (dir.), Dictionnaire des littératures policières, vol. 1 : A - I, Nantes, Joseph K, coll. « Temps noir », 2007, 1054 p. (ISBN 978-2-910-68644-4, OCLC 315873251), p. 361-362.